# Love Hate
Love Hate é o álbum de estréia do cantor e compositor estadunidense de R&B The-Dream. Também conhecido pelo seu título completo Love Me All Summer, Hate Me All Winter (em pt: Amo todo verão, odeio todo inverno), foi lançado em 11 de dezembro de 2007.

## Recepção
Durante a de estréia do álbum vendeu cerca de 59.000 cópias e estreou no número 30 na Billboard 200. Recebeu resenhas geralmente positivas dos críticos musicais. O álbum vendeu mais de 500.000 cópias e foi certificado de Ouro pela RIAA em 24 de julho de 2008.

## Faixas
| N.º            | Título                         | Duração |  |
| 1.             | "Shawty Is Da Shit"            | 4:22    |  |
| 2.             | "I Luv Your Girl"              | 4:27    |  |
| 3.             | "Fast Car"                     | 4:50    |  |
| 4.             | "Nikki"                        | 4:05    |  |
| 5.             | "She Needs My Love"            | 4:29    |  |
| 6.             | "Falsetto"                     | 4:31    |  |
| 7.             | "Playin' in Her Hair"          | 3:14    |  |
| 8.             | "Purple Kisses"                | 5:13    |  |
| 9.             | "Ditch That..."                | 5:00    |  |
| 10.            | "Luv Songs"                    | 4:42    |  |
| 11.            | "Livin' a Lie (feat. Rihanna)" | 4:16    |  |
| 12.            | "Mama"                         | 4:01    |  |
| 13.            | "Shawty Is Da Shit! (remix)""  | 4:42    |  |
| Duração total: | Duração total:                 | 53:09   |  |